# Hungría en la Segunda Guerra Mundial
Hungría fue durante la Segunda Guerra Mundial miembro de las potencias del Eje. En la década de 1930, el Reino de Hungría basó su estrategia para salir de la Gran Depresión en el incremento del comercio con la Italia fascista y la Alemania nazi lo que trajo como consecuencia un giro a la derecha de la política húngara y una aproximación en política exterior a los mencionados países, de la que Hungría obtuvo beneficios territoriales temporales: diversas disputas territoriales con Checoslovaquia, la Eslovaquia, y Rumanía se saldaron con acuerdos negociados favorables a Hungría.
En 1940, bajo la presión de Alemania, Hungría se unió al Eje. Aunque esperaba evitar la participación directa en la guerra, esta pronto se hizo inevitable. En 1941, las fuerzas húngaras participaron en la invasión de Yugoslavia y la invasión de la Unión Soviética.
Mientras combatía contra la Unión Soviética, Hungría mantuvo negociaciones de paz secretas con los Estados Unidos y el Reino Unido. Hitler descubrió su traición y, en 1944, las fuerzas alemanas ocuparon Hungría para evitar una deserción similar a la de Italia. Cuando las tropas soviéticas se aproximaban al territorio húngaro el regente Miklós Horthy firmó un armisticio entre Hungría y la Unión Soviética. Los alemanes reaccionaron y el hijo de Horthy fue secuestrado por un comando alemán mientras las tropas de Hitler ocupaban la capital, en la que el regente no contaba con las fuerzas necesarias. Horthy se vio obligado a revocar el armisticio y poco después fue depuesto del poder e internado en Alemania. En 1945 las fuerzas húngaras y alemanas en Hungría fueron derrotadas por los soviéticos. 
Aproximadamente 300.000 soldados y 80.000 civiles húngaros murieron durante la Segunda Guerra Mundial y muchas ciudades sufrieron daños, especialmente la capital, Budapest. Durante los primeros años del conflicto la mayoría de los judíos en Hungría no fueron perseguidos aunque sufrieron una discriminación legal creciente. Sin embargo, desde el inicio de la ocupación alemana en marzo de 1944, judíos y gitanos fueron deportados en masa, muchos de ellos fueron exterminados en campos de concentración. Tras la derrota, las fronteras de Hungría volvieron a ser las anteriores a 1938.

## Derechización del país

La partición de Hungría, de conformidad con el Tratado de Trianon. Esta división política dominó la vida política de Hungría durante el periodo de entreguerras

El deterioro de la calidad de vida en Hungría como consecuencia de la Gran Depresión y el ambiente político del país (dominado por una alianza de baja nobleza y alta burguesía, con un derecho a voto restringidísimo, un partido comunista prohibido y opciones de centroizquierda (socialdemócratas y liberales) neutralizados) provocaron un giro hacia la extrema derecha, única aparentemente capaz de cambiar la situación de la nación. En 1932 el regente Miklós Horthy nombró primer ministro a Gyula Gömbös, uno de los líderes del Magyar Országos Véderő Egylet (MOVE) (la Asociación para la Defensa Nacional Húngara, organización de ultraderecha) y uno de los responsables del Terror Blanco de la contrarrevolución de 1919-1921. Gömbös condujo la política internacional húngara hacia una cooperación más estrecha con Alemania e Italia y emprendió la magiarización de las minorías étnicas en Hungría, que en ese momento constituían entre el 5 y el 7 % de la población.[cita requerida] Gömbös firmó un acuerdo comercial con Alemania que reactivó la economía húngara y le hizo superar la Gran Depresión, pero que la hizo dependiente de la economía alemana, tanto para la obtención de materias primas como por ser su primer mercado de exportación. 
Gömbös propugnaba la realización de diversas reformas sociales, el unipartidismo, la revisión del Tratado de Trianon (como todos los gobiernos húngaros del periodo de entreguerras) y la retirada de Hungría de la Sociedad de Naciones; sin embargo, sus esfuerzos para llevar a cabo sus reformas se vieron frustrados por un parlamento compuesto en su mayoría de simpatizantes del anterior primer ministro, el reaccionario István Bethlen y por los acreedores de Hungría, que obligaron a Gömbös a seguir las políticas convencionales en el tratamiento de la crisis económica y financiera. Los resultados de las elecciones de 1935, no obstante, favorecieron a Gömbös, que consiguió reforzar su posición en parlamento. Se hizo con el control de los ministerios de Hacienda, Industria y Defensa y reemplazó a varios oficiales militares clave por partidarios suyos. En octubre de 1936, falleció debido a problemas renales sin haber llegado a cumplir sus objetivos. Fue sustituido por el más moderado y conservador Kálmán Darányi.
Hungría usó su relación con Alemania para tratar de revisar el Tratado de Trianon. En 1938, Hungría repudió abiertamente las restricciones del tratado sobre sus fuerzas armadas. Adolf Hitler se comprometió a devolver los territorios perdidos, al tiempo que mediante la amenaza de intervención militar y presión económica pretendía inducir al Gobierno húngaro a apoyar las políticas y objetivos de Alemania.

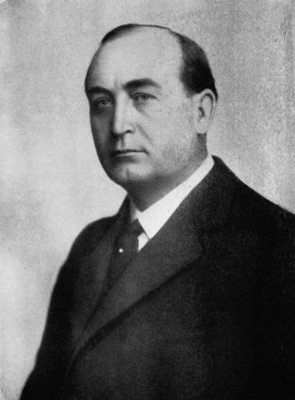
Gyula Gömbös, primer ministro húngaro que comenzó un mayor acercamiento a la Alemania nazi y a la Italia fascista, como modelos de gobierno y para lograr los objetivos territoriales magiares.

En 1935 se fundó el Partido de la Cruz Flechada, de orientación fascista, dirigido por Ferenc Szálasi. Kálmán Darányi, el sucesor de Gömbös, intentó satisfacer a los nazis y a los antisemitas húngaros mediante la aprobación de la Primera Ley Judía, que imponía cuotas del 20 % a la ocupación por parte de judíos de determinadas profesiones. La ley no satisfizo ni a los nazis ni a los radicales húngaros, y cuando Darányi dimitió en mayo de 1938, Béla Imrédy fue nombrado primer ministro. 
Los intentos de Imrédy por mejorar las relaciones diplomáticas de Hungría con el Reino Unido le hicieron muy impopular en Alemania e Italia. Cuando tuvo lugar en marzo de 1938 la anexión de Austria por Alemania, fue consciente de que no podía permitirse el lujo de ganarse la antipatía de Alemania e Italia: en el otoño de 1938 su política exterior se tornó progermana y proitaliana.
A finales de agosto, Hitler se entrevistó con los mandatarios húngaros para proponerles la recuperación de Eslovaquia a cambio de que fuese Hungría la que atacase Checoslovaquia, con el inmediato apoyo alemán. Los dirigentes húngaros, a pesar de la tentación, decidieron rechazar la propuesta y firmar el acuerdo de Bled con la Pequeña Entente, que debía permitir el rearme húngaro a cambio de la renuncia al uso de la fuerza, temerosos de que el conflicto pudiese desembocar en una guerra mundial que deseaban evitar; el rechazo enfureció a Hitler. A pesar de que el Gobierno húngaro retomó las negociaciones con el canciller alemán a finales de septiembre cuando quedó clara la disposición británica a ceder de nuevo ante este, la crisis checoslovaca terminó sin más que una propuesta de negociaciones bilaterales magiaro-checoslovacas en lo referente a Hungría.
Decidido a hacerse con una base de poder en el ala derecha de la política húngara, Imrédy comenzó a anular a sus rivales políticos, por lo que el cada vez más influyente Partido de la Cruz Flechada fue acosado y, finalmente, prohibido por la administración de Imrédy. Al tiempo que Imrédy derivaba cada vez más hacia la derecha, propuso que el gobierno se reorganizara bajo líneas totalitarias y redactó una Segunda Ley Judía, más dura. Los opositores políticos de Imrédy, sin embargo, le obligaron a renunciar en febrero de 1939 presentando documentos que demostraban que su abuelo era judío. Aun así, el nuevo gobierno del Conde Pál Teleki aprobó la Segunda Ley Judía, que redujo las cuotas de judíos permitidos en las profesiones y en los negocios. Además la nueva ley definía "judío" como raza, en lugar de como solo como «religión», alterando así la situación de los que se habían convertido con anterioridad del judaísmo al cristianismo.
Para las elecciones de junio de 1939, la opinión pública húngara se había desplazado tanto a la derecha que Partido de la Cruz Flechada obtuvo el segundo mayor número de votos. [cita requerida]

## Recuperación territorial antes de la entrada en el conflicto: los arbitrajes de Viena y Rutenia

Mapa de la expansión territorial húngara entre 1938 y 1941:
Primer arbitraje vienés (1938)
Rutenia (3/1939)
Cedido por Eslovaquia (4/1939)
Segundo arbitraje vienés (1940)
Reparto de Yugoslavia (1941)

La Alemania nazi y la Italia fascista intentaron conceder pacíficamente las demandas de los húngaros por los territorios que el país había perdido en 1920 con la firma del Tratado de Trianon. Dos importantes concesiones territoriales se hicieron, conocidas como Arbitrajes de Viena.
En octubre de 1938, el Acuerdo de Múnich causó la disolución de la primera República Checoslovaca y la creación de la República Checo-Eslovaca (también conocida como la «Segunda República Checoslovaca»). Se concedió autonomía a Eslovaquia y Rutenia. El 5 de octubre, cerca de 500 miembros de una organización paramilitar húngara, la Guardia Harapienta, se infiltraron en Eslovaquia y Rutenia como guerrilleros. El 9 de octubre, el Reino de Hungría inició conversaciones con el Estado checo-eslovaco sobre las regiones más pobladas de magiares del sur de Eslovaquia y de Rutenia. El 11 de octubre, los paramilitares húngaros fueron derrotados por las tropas checoslovacas en Berehovo y Borzsava en Rutenia. Los húngaros sufrieron alrededor de 350 bajas mientras que, hacia el 29 de octubre, las conversaciones se estancaron.

### Primer arbitraje de Viena
El 2 de noviembre de 1938, el Primer arbitraje de Viena transfirió a Hungría partes del sur de Eslovaquia y Rutenia, un área de 11 927 km² poblada por 1 050 000 personas, mayoritariamente húngaras. El trazado de la nueva frontera seguía principalmente las fronteras lingüísticas. Entre el 5 y 10 de noviembre, las fuerzas armadas húngaras ocuparon pacíficamente los territorios recién transferidos. Hitler más tarde ofreció al Gobierno húngaro la cesión del resto de Eslovaquia a cambio de una alianza militar, pero el Gobierno magiar declinó el pacto. Horthy decidió mantener la revisión territorial según criterios «étnicos». En noviembre, sin embargo, Alemania vetó la deseada anexión de Rutenia.

### Recuperación de Rutenia
En marzo de 1939, la República de Checoslovaquia desapareció por la ocupación alemana de Bohemia y Moravia, convertidas en el Protectorado de Bohemia y Moravia, en contravención del Acuerdo de Múnich. Al tiempo, el 14 de marzo, Eslovaquia se proclamó independiente, animada por Alemania. La misma madrugada del día 14, Rutenia se declaró también independiente y solicitó la protección de Berlín pero Hungría rechazó su declaración de independencia y sus fuerzas armadas ocuparon el territorio entre el 14 de marzo y el 17 de marzo derrocando el efímero Gobierno de Avgustin Voloshin, con la anuencia de Hitler, que había prohibido la ocupación anteriormente. Para justificar la invasión que comenzó la mañana del día 15, el 14 las autoridades magiares habían puesto en marcha diversos incidentes fronterizos. Por el contrario, Hungría reconoció el Estado títere alemán de Eslovaquia dirigido por el fascista clerical Jozef Tiso. Con la anexión de Rutenia, Hungría obtenía otros 12 061 km², aunque solo unos 40 000 de los 600 000 habitantes de la región eran magiares —frente a los 480 000 rutenos—.
El 23 de marzo, sin embargo, los desacuerdos entre Hungría y Eslovaquia por la delimitación de la nueva frontera común en Rutenia llevó a un conflicto menor entre los dos países la guerra Húngaro-eslovaca, también conocida como la «Pequeña Guerra» que terminó con la cesión de magros territorios a Hungría en la zona fronteriza con Rutenia.

### Segundo arbitraje de Viena
A finales de agosto de 1940, con tropas concentradas en ambos lados de la frontera entre Hungría y Rumania y ante el fracaso de las conversaciones bilaterales entre los dos países, Hitler evitó la guerra entre sus dos aliados mediante el Segundo arbitraje de Viena. En este, Italia y Alemania decidieron devolver a Hungría la mitad norte de Transilvania, con una superficie total de 43 104 km² y una población de 2 577 291 habitantes. Según el censo rumano de 1930, la mayoría de la población de esta zona era rumana, mientras que el censo húngaro de 1941 indicaba que la mayoría era magiar. Dividiendo Transilvania entre Rumanía y Hungría, Hitler fue capaz de aliviar las tensiones en Hungría, que no aceptaba el mantenimiento de Transilvania en manos rumanas una vez que Rumanía había cedido territorios a la Unión Soviética en junio. El arbitraje no acabó, no obstante, con el problema de las minorías en la región dividida: alrededor de un millón de rumanos quedaron en el lado húngaro y cuatrocientos mil magiares, en el rumano.
A partir de entonces Hitler utilizó con habilidad los deseos de los dos Gobiernos de hacerse con el resto de la región que no se hallaba en su poder y de conservar la que controlaban para lograr concesiones de ambos. Tanto el Gobierno húngaro como el rumano temían que, si negaban las pretensiones alemanas, Hitler decidiese conceder la soberanía del territorio a su adversario; los dos Gobiernos deseaban conservar los territorios que poseían y lograr los del rival gracias al respaldo alemán. La intervención alemana ligó más estrechamente Hungría al Reich.
En Rumanía la pérdida de parte de Transilvania, añadida a la cesión del sur de Dobrudja y de la aceptación del ultimátum soviético de junio que había hecho perder al país Besarabia y el norte de Bucovina hicieron que el rey Carol II hubiese que exiliarse y se formase un nuevo gobierno de coalición entre el general Ion Antonescu y la formación fascista de la Guardia de Hierro.

## Divisiones administrativas

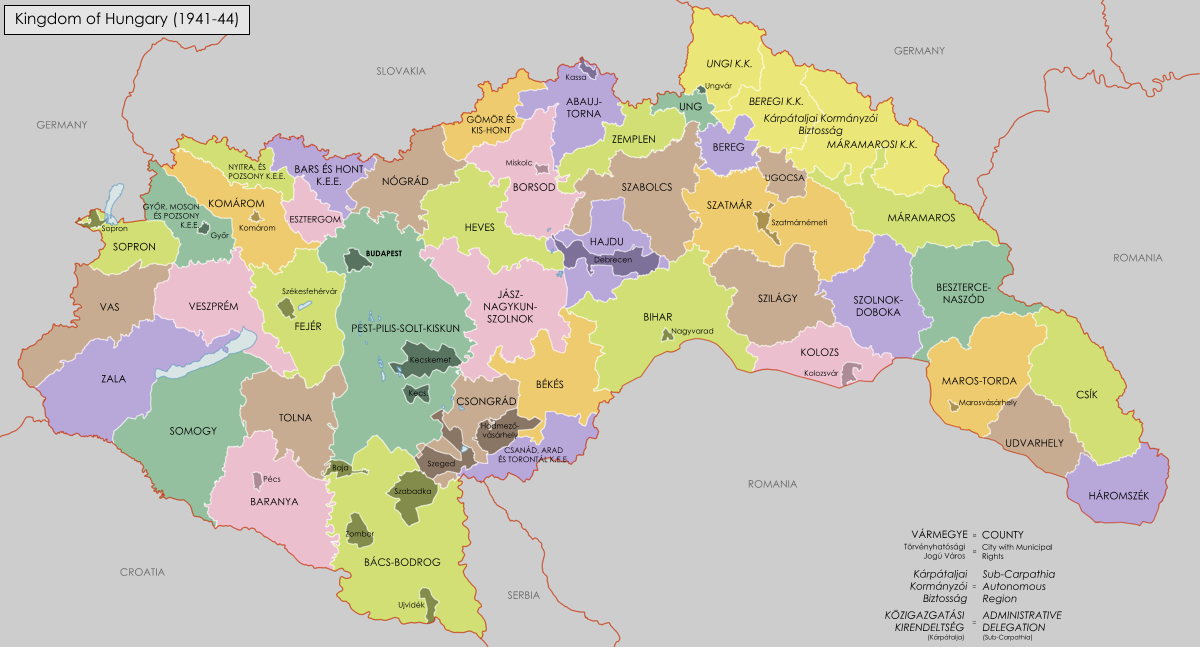
El Reino de Hungría entre 1941 y 1944.

Tras los dos arbitrajes de Viena, una serie de municipios que se habían perdido en su totalidad o parcialmente por el Tratado de Trianon fueron devueltos a soberanía húngara. Como resultado, algunos condados unidos tras el Tratado - llamados en húngaro közigazgatásilag egyelőre egyesített vármegye (k.e.e. vm.) - fueron nuevamente separados y restaurados a sus límites anteriores a 1920. 
La región de Rutenia recibió un estatuto especial de autonomía, con la intención de que en un futuro fuese gobernada por la minoría rutena.

## La Segunda Guerra Mundial
El 20 de noviembre de 1940, el primer ministro húngaro Pál Teleki firmó el Pacto Tripartito, como contrapartida al reciente arbitraje de Viena que había devuelto a Hungría el norte de Transilvania. Budapest permitió asimismo el paso de las unidades militares alemanas hacia Rumanía.
En diciembre, tratando de no quedar completamente sometido a la política alemana, firma el Tratado de Amistad Eterna con el Reino de Yugoslavia, único vecino que mantenía relaciones con Gran Bretaña. Yugoslavia estaba gobernada por el regente príncipe Pablo que también estaba bajo presión alemana pero trataba de mantener su neutralidad y no cortar todos los lazos con Gran Bretaña, una vez fracasada su tradicional política de cercanía a Francia por la derrota de esta en junio.
El 25 de marzo de 1941, el príncipe Pablo firmó el Pacto Tripartito en Viena en nombre de Yugoslavia, constreñido por los alemanes. Dos días más tarde, un golpe de Estado en Belgrado depuso al príncipe Pablo, proclamó la mayoría de edad del rey Pedro, de simpatías filobritánicas y amenazó brevemente el éxito de la proyectada invasión alemana de Rusia, antes de expresar su disposición a mantener los compromisos yugoslavos, incluido el nuevo tratado firmado por el anterior Gobierno.
Hitler, furioso y decidido a no aceptar las seguridades del nuevo Gobierno yugoslavo, pidió a los húngaros apoyar su invasión de Yugoslavia, que ordenó inmediatamente. Se comprometió a devolver algunos territorios a Hungría a cambio de cooperación militar. Horthy, al igual que los altos mandos militares, abogaron por aceptar la oferta, en contra de la opinión del primer ministro y del ministro de Exteriores, que temían las consecuencias diplomáticas —la reacción británica— y militares —una posible intervención soviética o rumana—. A pesar de la división entre los mandatarios húngaros, el alto mando comenzó a cooperar de inmediato con los mandos militares alemanes, dando por hecha la participación del país en la inminente invasión. Horthy impuso la involucración húngara en la campaña.
El 3 de abril de 1941, incapaz de impedir la participación de Hungría en la guerra del lado alemán ante la postura del regente Horthy y de su propio Gobierno, Teleki se suicidó en protesta. El ministro de Exteriores László Bárdossy le sucedió como primer ministro. El nuevo Gobierno mantuvo los planes de participación en la campaña contra Yugoslavia, si bien limitados. Gran Bretaña había advertido al Gobierno magiar de que no aceptaría la participación de Budapest en el ataque a los yugoslavos y si esta tenía lugar declararía la guerra.

### La invasión de Yugoslavia
Días después de la muerte de Teleki, la Luftwaffe bombardeó Belgrado sin previo aviso. El Ejército alemán invadió Yugoslavia el día 6 y rápidamente aplastó la resistencia armada yugoslava. El 7 de abril, día en que las fuerzas alemanas atravesaron la frontera magiaro-yugoslava, Gran Bretaña rompió las relaciones diplomáticas con Budapest. Aviones británicos participaron en ataques a territorio húngaro desde territorio yugoslavo.
El día 10, el cónsul en Zagreb comunicó por teléfono la proclamación ustacha de la independencia croata. Horthy envió entonces al 3.er Ejército húngaro a ocupar parte de la Vojvodina, los antiguos territorios húngaros perdidos por el Tratado de Trianon, que fueron anexionados (Baranya, Bačka, Međimurje, y Prekmurje) el 11 de abril. Para justificar la infracción del tratado de eterna amistad firmada entre los dos países pocos meses antes, el Gobierno húngaro esperó a la proclamación de la independencia croata para enviar sus unidades; la creación del nuevo Estado croata probaba, en opinión de Budapest, la desaparición de Yugoslavia y ponía fin a las obligaciones del tratado.
Llamada en húngaro Délvidék («provincia meridional»), la región comprendía Bačka, el triángulo de Baranya y Prekmurje (en húngaro: Muravidék), aŕeas comprendidas entre los ríos Danubio, Drava y Tisza. Además, incluía el Međimurje (en húngaro: Muraköz), territorio delimitado por los ríos Drava, Mura y la frontera austriaca. Ocupada sin apenas resistencia entre el 11 y el 14 de abril volvió a poder húngaro por el acuerdo entre Horthy y Hitler del 27 de abril, fue anexionada formalmente el 15 de diciembre y pasó a la administración civil el 29 de julio.
La participación en la invasión, aunque en un papel secundario, convirtió a Hungría en aliado efectivo de Alemania, junto con Rumanía, Bulgaria, Finlandia, Italia, Eslovaquia y Croacia —estas dos últimas surgidas por influencia de las potencias fascistas—. Su situación era similar a la rumana, de importante proveedor de materias primas para la industria de guerra alemana; durante la guerra, la producción de petróleo aumento de la nada a cerca de 840 000 toneladas anuales, lo que convirtió al país en la segunda fuente del Reich tras Rumanía, y la única tras el cambio de bando de Bucarest en agosto de 1944.

### Servicio de trabajos forzados
El sistema de servicios de trabajos forzados se introdujo en Hungría en 1939. Esto afectó principalmente a la población judía, pero muchas personas pertenecientes a las minorías, los sectarios, los izquierdistas y los gitanos fueron incluidos también. Una de las leyes antisemitas aprobadas en 1942 excluía a la población judía del Ejército y destinaba a sus reclutas a los batallones de trabajo. a finales de 1941, estas unidades contaban con 14 413 judíos y 6319 miembros de otras categorías. La situación de estos batallones, sometidos generalmente a mandos de los nacional socialistas, era de gran dureza, situación que solo comenzó a cambiar en noviembre de 1942 con el nombramiento de un nuevo ministro de Defensa.
Las derrotas de enero de 1943, sin embargo, resultaron catastróficas para estos batallones: oficialmente sufrieron 23 308 bajas, pero se calcula que pudieron alcanzar las 43 000 de un total de 50 000 entre muertos, desaparecidos —al menos 20 000— y capturados por el enemigo. Un nuevo cambio al frente del Ministerio de Defensa volvió a empeorar las condiciones de los que servían en los batallones, rápidamente reforzados con nuevos reclutas tras las pérdidas de enero.
Aproximadamente la mitad de los 6000 trabajadores judíos forzados que trabajan en las minas de cobre de Bor en Yugoslavia fueron ejecutados durante la retirada alemana de Yugoslavia (Cservenka, Abda).

### La guerra en el Este

#### Combates hasta Stalingrado

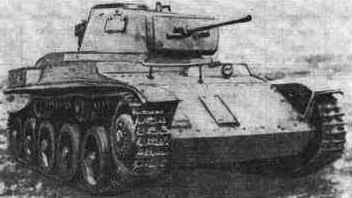
Tanque húngaro modelo 38M Toldi I utilizado durante la invasión de la Unión Soviética en 1941.

Hungría no participó al comienzo en la invasión de la Unión Soviética. La invasión comenzó el 22 de junio de 1941, pero Hitler no había pedido directamente ayuda a los húngaros, ante sus anteriores reticencias, incluida la reciente invasión tardía de Yugoslavia, en la que Hungría esperó a la declaración de independencia croata para ayudar a los alemanes, cuando la resistencia de los ejércitos yugoslavos estaba muy mermada.
Sin embargo, muchos funcionarios húngaros abogaban por la participación en la guerra a fin de no decantar a Hitler por Rumanía en caso de posibles revisiones fronterizas en Transilvania. El 26 de junio, el Gobierno recibió la noticia de que la fuerza aérea soviética había bombardeado Košice (Kassa). Los atacantes no fueron identificados claramente, existiendo la posibilidad de que, en realidad, se tratase de aviones alemanes disfrazados de soviéticos para forzar a Hungría a declarar la guerra a la Unión Soviética, como creyó el propio primer ministro Ladislao Bárdossy. Al día siguiente, 27 de junio de 1941, Hungría declaró la guerra a los soviéticos.
Los alemanes solicitaron entonces veintitrés divisiones húngaras para el frente oriental, prometiendo el Gobierno quince y participando finalmente solo diez. La participación de Hungría en la Operación Barbarroja en 1941 quedó limitada en parte por la falta de un gran ejército antes de 1939, y la escasez de tiempo y equipo para entrenar y abastecer a nuevas tropas.
El 1 de julio de 1941 el «Grupo Carpatiano» húngaro (Karpat Group) atacó al 12.º Ejército soviético por orden alemana. Integrado en el 17.º Ejército alemán, el Karpat Group avanzó mucho en el sur de Rusia. En la Batalla de Uman, disputada entre el 3 y el 8 de agosto, el cuerpo mecanizado del Karpat Group participó como pinza en un movimiento envolvente que rodeó a los 6.º y 12.º Ejércitos soviéticos. Veinte divisiones soviéticas fueron capturadas o destruidas en esta operación. 
En julio de 1941, el Gobierno húngaro transfirió la responsabilidad de 18 000 judíos de la Rutenia húngara a las fuerzas armadas alemanas. Estos judíos, sin nacionalidad húngara, fueron enviados a un lugar cercano a Kamenets-Podolski, donde en uno de los primeros actos de asesinato en masa de judíos durante la Segunda Guerra Mundial, todos menos 2000 de estos individuos fueron fusilados por unidades de aniquilamiento nazis. A continuación, Bárdossy aprobó la Tercera Ley Judía en agosto de 1941, que prohibía el matrimonio y las relaciones sexuales de húngaros cristianos con judíos, aunque detuvo las deportaciones. A pesar de la creciente discriminación, aumentada legalmente por los sucesivos Gobiernos magiares, Hungría seguía representando una especie de refugio en la Europa de Hitler.
En enero de 1942, seis meses después del asesinato en masa en Kamianets-Podilskyi, las tropas húngaras mataron a tres mil civiles serbios y judíos cerca de Novi Sad, en los territorios de Yugoslavia recuperados, en represalia por las actividades de la resistencia.
Preocupado por la creciente dependencia húngara de Alemania, el almirante Horthy despidió a Bárdossy y lo reemplazó por Miklós Kállay, un veterano conservador del Gobierno de István Bethlen, en marzo de 1942. Kállay continuó con la política de Bárdossy de apoyar a Alemania contra el Ejército Rojo, mientras que, simultáneamente, iniciaba negociaciones secretas con los aliados occidentales. Su nombramiento y el relevo de Bárdossy fueron mal recibidos por Alemania, satisfecha hasta entonces con la actitud del primer ministro despedido. A finales de 1941, Horthy ya había sustituido al jefe del Estado Mayor, general Werth, muy favorable a los alemanes, por uno menos entusiasta. Hacia finales de 1941, la mayoría de las tropas húngaras había sido retirada del frente y los alemanes, ante los reveses del invierno, presionaron al Gobierno magiar para que aportase más tropas.
En 1942, ya decenas de miles de húngaros luchaban en el frente oriental nuevamente, aunque Horthy se negó a decretar una movilización general. A pesar de no aportar toda la ayuda que habría podido, Hungría continuó, no obstante, su cooperación militar y económica con Alemania, generalmente por la presión impuesta por esta.

#### Derrota en Stalingrado y Vorónezh y consecuencias
Durante la fase final de la batalla de Stalingrado, el 2.º Ejército húngaro sufrió terribles pérdidas: de sus doscientos mil efectivos, hubo ciento diecisiete mil bajas, incluyendo setenta mil prisioneros. Se perdió entre el 70 y el 80 % del armamento pesado de la unidad. El avance soviético en el río Don se produjo a través de las unidades de Hungría que cubrían esa parte del frente, al norte del 8.º Ejército italiano, que también fue desbordado. Poco antes de la caída de Stalingrado, en enero de 1943, los soviéticos aplastaron al 2.º Ejército húngaro en la batalla de Vorónezh, durante el avance hacia Járkov lo que puso en peligro el flanco izquierdo del Grupo de Ejércitos Don, encargado de tratar de romper el cerco de la ciudad.
Haciendo caso omiso de las órdenes alemanas de sostener las posiciones hasta la muerte, las tropas húngaras, desconcertadas y sin una motivación clara, huyeron. Las tropas húngaras se hallaban cubriendo un frente extenso, mal equipadas, con escasas reservas y superadas en número y armamento por los atacantes soviéticos (3 a 1 en tropas y 10 a 1 en artillería). Acosadas por bandas de guerrilleros y ataques aéreos soviéticos, tuvieron que soportar el clima invernal ruso en medio de la retirada. La mayoría de los supervivientes fueron hechos prisioneros por el ejército soviético. El ejército húngaro dejó de existir como una fuerza de combate efectiva, y los alemanes, a petición del gobierno húngaro, dedicaron los restos a labores de patrulla en la retaguardia, hasta que el frente alcanzó los Cárpatos.
Las derrotas en Stalingrado y, en especial, en Vorónezh, convencieron al Gobierno magiar de que la victoria de Eje era cada vez menos probable. Este convencimiento condujo al mantenimiento de conversaciones secretas con los Aliados occidentales, a la vez que Kállay trataba de que estas no condujesen a la ocupación del país por Alemania. Tras la rendición italiana en septiembre de 1943, Hitler sopesó en efecto la conveniencia de ocupar Hungría para evitar una situación similar y acabar al mismo tiempo con la situación de cierto privilegio de los judíos que disfrutaban en el país. Las negociaciones fracasaron.
Mientras Kállay se mantuvo como primer ministro, los judíos sufrieron cada vez mayor represión económica y política, aunque muchos, especialmente los de Budapest, estaban protegidos temporalmente del exterminio que llevaban a cabo los nazis en los territorios ocupados y con la colaboración de otros estados satélite. Durante la mayor parte de la guerra, los judíos de Hungría vivieron con inquietud: privados de la mayoría de las libertades, no fueron sometidos, sin embargo, a un peligro físico de exterminio, salvo los deportados a Kamenets-Podolski y aquellos enviados a los batallones de trabajo. El primer ministro se negó repetidamente a radicalizar las medidas contra los judíos, a pesar de la presión diplomática alemana, que creció en este aspecto a partir de octubre de 1942.

### Ocupación alemana
Las negociaciones secretas con los británicos y los estadounidenses continuaron, pero no hubo contactos con los soviéticos. Consciente de las negociaciones secretas de Kállay y temiendo que Hungría podría concluir una paz por separado, el 19 de marzo de 1944 Hitler lanzó la Operación Margarethe y ordenó a las tropas alemanas ocupar Hungría. No hubo resistencia armada por parte de las unidades húngaras y Kállay se refugió en la embajada turca. Horthy, que se hallaba en el extranjero por invitación alemana, aceptó la ocupación y se mantuvo como regente. Döme Sztójay, embajador húngaro en Berlín y ferviente partidario de los nazis, se convirtió en el nuevo primer ministro, tras rechazar Horthy la vuelta de Béla Imrédy, candidato favorito de los alemanes. Sztójay gobernó con la ayuda de un gobernador militar nazi, Edmund Veesenmayer. Horthy sopesó la posibilidad de dimitir, pero Hitler le amenazó con convertir Hungría en un protectorado alemán, ocupado con tropas croatas, eslovacas y rumanas si no se mantenía y plegaba a las directrices de Berlín. La idea de estos enemigos ancestrales en suelo húngaro fue visto como mucho peor que la de la ocupación alemana, cediéndose. Irónicamente, Hungría todavía mantenía varias divisiones en la frontera con Rumanía, mientras que las tropas de ambas naciones luchaban y morían juntas en el frente ruso. En la práctica, Hungría pasó a ser un territorio más de los ocupados por las fuerzas armadas alemanas, como Protectorado de Bohemia y Moravia o Serbia. Sztójay se mostró dispuesto a plegarse a cualquier requerimiento de Berlín.

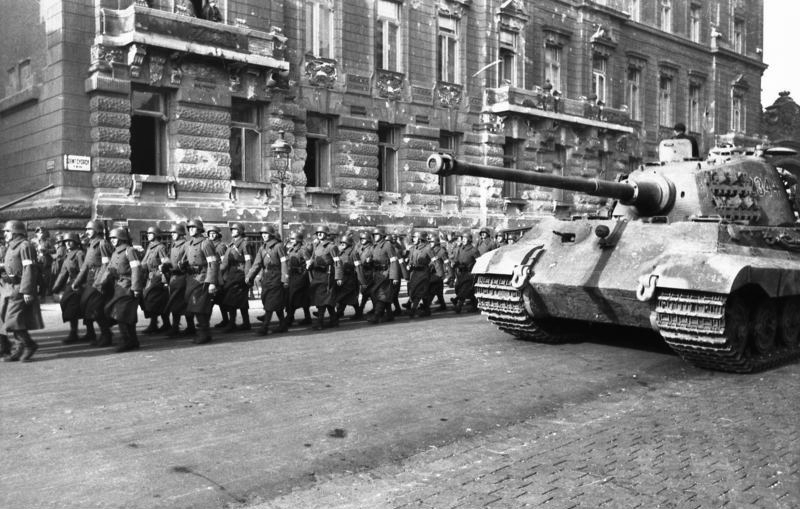
Un tanque alemán en Budapest en octubre de 1944, junto a fuerzas del Partido de la Cruz Flechada.

Una vez consumada la ocupación, los alemanes tuvieron que abandonar su plan inicial de desarmar a las unidades húngaras ante la gravedad de la situación militar en el frente oriental. Los soviéticos habían roto el frente en Tarnopol y se acercaban a los Cárpatos, lo que obligó a los alemanes a enviar fuerzas húngaras al frente. Hasta el verano, tres divisiones alemanas que habían participado en la invasión del país y catorce húngaras partieron al este a tratar de frenar el avance soviético. Un nuevo embate soviético dividió estas fuerzas: mientras que el grueso permaneció en el lado húngaro del frente, algunas de las unidades en la zona norte de la brecha quedaron sometidas al mando alemán y se retiraron con sus fuerzas hacia Varsovia.
Después de que las tropas alemanas ocuparan Hungría sin encontrar ninguna resistencia comenzaron las deportaciones en masa de los judíos a los campos de exterminio alemanes en la Polonia ocupada. El coronel de las SS Adolf Eichmann fue enviado a Hungría para supervisar las deportaciones a gran escala, que contaron con el apoyo entusiasta de la gendarmería húngara. Entre el 15 de mayo y el 9 de junio, las autoridades húngaras deportaron a 437 402 judíos, de los que todos menos quince mil fueron enviados a Auschwitz-Birkenau. Uno de cada tres judíos asesinados en Auschwitz eran ciudadanos húngaros. Sztójay, a diferencia de anteriores primeros ministros, se sometió sin resistencia a los dictados de Berlín. Sin embargo, los informes del destino de los deportados y las protestas de las iglesias y del Vaticano llevaron al almirante a intervenir en junio de 1944, salvándose la mayoría de los hebreos de Budapest, pero demasiado tarde para salvar a los de las provincias. El 26 de julio, Himmler tuvo que poner fin a las deportaciones, no sin tratar más tarde de volver a retomarlas. El 25 de agosto, el regente tuvo que vetar un nuevo intento alemán de deportar a los judíos de la capital. Eichmann abandonó Hungría es mismo día —ante la crisis rumana, Himmler había aceptado acabar con las deportaciones— y su sonderkommando quedó disuelto el 28 de septiembre, sin que esto pusiese fin a los planes de alemanes y nacionalsocialistas húngaros para continuar con las deportaciones. El 30 de agosto, Lakatos y los alemanes firmaron el acuerdo que puso fin formal a las deportaciones.
La ocupación tuvo otra importante consecuencia: el comienzo de los bombardeos anglo-estadounidenses de Hungría. Si bien los únicos dos bombardeos hasta la primavera de 1944 los habían realizado los soviéticos —los Aliados occidentales no poseían bases lo suficientemente cercanas hasta finales de 1943—, la invasión alemana de finales de marzo hizo que el 2 de abril comenzasen los ataques, diurnos y nocturnos, de los aviones británicos y estadounidenses. Los bombardeos se sucedieron los meses siguientes, se intensificaron en julio y continuaron ininterrumpidamente hasta septiembre. Los bombardeos causaron importantes daños a la industria húngara, entre ellos la avería de cinco de sus siete refinerías, pero también infligieron notables pérdidas civiles.
Mientras los soviéticos avanzaban hacia el oeste, el Gobierno de Sztójay procedió a reunir nuevos ejércitos. Las tropas húngaras volvieron a sufrir terribles pérdidas, pero ahora tenían un motivo para luchar: para proteger a su patria de la ocupación soviética.

### Preparativos para cambiar de bando

#### Relevo de Sztójay
La posibilidad de sustituir a Sztójay, necesaria para poder continuar las negociaciones con los Aliados y ante la nula resistencia de aquel a cualquier exigencia alemana, se sopesaba al menos desde comienzos de julio y a pesar del riesgo de disgustar a Hitler y provocar represalias. En efecto, cuando se cambió se planteó a Hitler a mediados de julio, este se mostró rotundamente contrario. El Estado Mayor magiar, favorable a mantener la estrecha colaboración con Alemania, también se mostró contrario al cambio. Horthy aplazó sus planes. En agosto de 1944, empero, Horthy destituyó a Sztójay —por entonces enfermo e ingresado en un sanatorio— y entregó la presidencia del Gobierno al general Géza Lakatos el 24 de agosto, al frente de un gabinete parcialmente militar. Aunque el nuevo gabinete tomó posesión el 24 —día en que Horthy logró la renuncia del convaleciente Sztójay y encargó la formación de un nuevo gabinete a Lakatos—, la decisión se comunicó a Veesenmayer únicamente el 28 y el relevo oficial se produjo un día más tarde, el 29. A pesar de la oposición de Hitler al plan en julio, Horthy no se enfrentó a oposición alguna en agosto. En principio, Veesenmayer se mostró satisfecho con el nuevo Consejo de Ministros —en cuya formación participó presionando para mantener a algunas figuras favorables a Berlín—. El cambio de bando de Rumanía el 23 de agosto y la preocupación sobre las posibles consecuencias sobre la posesión de Transilvania de este suceso parece haber sido el acicate final para que Horthy se decidiese a actuar. En efecto, en la segunda Conferencia de Quebec en septiembre, británicos y estadounidenses aceptaron la promesa soviética al Gobierno de Bucarest de devolverle el control de la región hasta que su destino definitivo se decidiese en la conferencia de paz. Esta anulación del Segundo arbitraje de Viena quedó reflejada en el armisticio firmado entre los Aliados y Bucarest el 12 de septiembre. El cambio de bando desbarató además los planes húngaros de resistir a los soviéticos en el frente carpático hasta la llegada de las esperadas fuerzas anglo-estadounidenses desde Italia o desde los Balcanes —donde esperaban un desembarco en cualquier momento—. El cambio de bando rumano había franqueado la cordillera sur al paso de los ejércitos soviéticos. Los húngaros solo contaban con fuerzas suficientes en el noreste, el 1.er Ejército, pero no en el sur, por donde los soviéticos podían rodear la cordillera con cooperación rumana.

#### Lentas conversaciones con los Aliados
El nuevo Consejo de Ministros, que conservó dos firmes partidarios de Alemania, tenía el objetivo de recuperar el control del país a pesar de la ocupación, detener la persecución de la población judía y preparar al país para el fin de la guerra. Horthy, sin embargo, ordenó el 28 de agosto retomar las conversaciones con los Aliados occidentales en Suiza, a través del antiguo embajador húngaro en Berna. Internamente y para facilitar la maniobra, el 24 de agosto se habían prohibido los partidos políticos —medida contra la ultraderecha ya que los socialistas y liberales ya habían quedado disueltos tras la ocupación alemana de marzo—. A pesar de esto, el gabinete decidió mantener la alianza con Alemania, sostener el frente de los Cárpatos e invadir, como solicitaba Berlín —y Budapest había rechazado inicialmente—, el sur de Transilvania (5 de septiembre), si bien con cierta reticencia. El 7 de septiembre, el nuevo Gobierno presentó un ultimátum al Reich, exigiendo el envío inmediato de cinco divisiones —cuatro de ellas acorazadas— para sostener el frente y rechazar a los soviéticos. En caso de que esto no sucediese, el gabinete se planteó la firma del armisticio con el enemigo. Berlín, sin embargo, respondió con el envío de varias unidades —cuatro divisiones, una de ella blindada—, si bien no en la cantidad o del tipo que había exigido Budapest. Estas fuerzas, además, no marcharon al frente, sino que se acantonaron inicialmente en los alrededores de la capital. Días más tarde, algunas de ellas marcharon al frente, mientras la única blindada y otras recién llegadas a Hungría permanecían en la retaguardia. Después de sendas entrevistas el día 12 entre Hitler y el jefe del Estado Mayor magiar y Veesenmayer y Lakatos, los húngaros lanzaron una ofensiva en el sureste al día siguiente: el 3.er Ejército avanzó hacia Arad y Lippa y tomó la primera el día 14; el 2.º Ejército también participó y alcanzó el río Maros desde Kolozsvár, así como unidades alemanas, que llegaron hasta Temesvár.
A pesar de los deseos de Horthy y sus asesores de solicitar un armisticio a los Aliados independientemente de la reacción alemana al ultimátum húngaro, el Gobierno rechazó esta pretensión y amenazó con dimitir. Horthy mantuvo de todas formas los contactos con los Aliados, principalmente con británicos y estadounidenses, aunque a finales de septiembre se decidió por fin a enviar una delegación a los soviéticos a través del territorio controlado por los rebeldes eslovacos. Para entonces los soviéticos habían rechazado los contraataques magiares en Transilvania —retomaron Timisoara y Arad el 16 y el 19 de septiembre, respectivamente —, realizados por el 2.º Ejército, débil y recién reorganizado. Con el 3.er Ejército concentrado en Bacska y el Banato, los soviéticos siguieron avanzando sin dificultad en Transilvania.
Después de la derrota de la contraofensiva germano-magiar a mediados de mes, Horthy por fin se planteó tratar con los soviéticos. Los contactos se establecieron a través de Eslovaquia, parcialmente en manos de los rebeldes. Las conversaciones entre soviéticos y húngaros en Moscú para la firma de un armisticio recibieron la aprobación de Washington y Londres y concluyeron el 11 de octubre. Según los términos aceptados por la delegación magiar, las fuerzas húngaras debían de abandonar el combate con la URSS, retirarse de los territorios adquiridos a partir de 1937 y enfrentarse a las unidades alemanas con ayuda soviética. Este acuerdo fue el preludio del intento de cambio de bando anunciado por Horthy el 15 de octubre —que, sin embargo, no mencionó la necesidad de enfrentarse a los alemanes—. El mismo día en que la delegación magiar firmaba el armisticio en Moscú, las unidades del mariscal Rodión Malinovski alcanzaban Szeged. Otras unidades lograban capturar también el 11 Cluj, importante centro de transportes que ofreció dura resistencia. De acuerdo con la solicitud de la delegación magiar, los soviéticos detuvieron su ofensiva a la medianoche del día 11 para facilitar los movimientos de las unidades magiares contra los alemanes. Cesaron asimismo los bombardeos sobre Budapest.
Durante el gobierno de Lakatos, el ministro del Interior, Béla Horváth ordenó a los gendarmes húngaros impedir la deportación de los ciudadanos húngaros, incluso por la fuerza. Se abandonó el plan del anterior Gobierno de expulsar a los judíos de la capital y concentrarlos en ciertos campos de concentración en el campo. Los alemanes, descontentos con la nueva situación, no pudieron hacer mucho al respecto. La reacción tardía de Horthy protegió a los judíos de Budapest durante unos meses.
Entre julio y octubre, el regente y sus colaboradores continuaron intentando acabar con la participación húngara en guerra, pero sin comenzar las conversaciones con los soviéticos que tanto la situación militar como los consejos de las potencias occidentales aconsejaban. Hasta septiembre y a pesar de lo irreal de esta posibilidad, Horthy seguía confiando en una ocupación anglo-estadounidense o al menos conjunta del país y no exclusivamente soviética. La tardanza en aceptar negociar con los soviéticos, además, proporcionó a Veensenmayer —consciente de los planes de Horthy para abandonar la alianza con Alemania al menos desde finales de agosto— el tiempo necesario para neutralizar cualquier intento de abandonar la contienda o cambiar de bando como había hecho Rumanía. Las medidas del representante alemán incluían la toma del poder por los ultraderechistas del Partido de la Cruz Flechada.

### La guerra llega a Hungría
Hacia el 22 septiembre, las fuerzas soviéticas cruzaron la frontera húngara, alcanzando la llanura. Los húngaros lanzaron un breve ataque hacia la Transilvania meridional el 5 de septiembre, que se convirtió en una frustrada ofensiva contra Arad y Timisoara el 13. Utilizaron para esta acometida el reconstituido 2.º Ejército, que se reunió a toda prisa con dos divisiones y una brigada de la reserva y tres divisiones llegadas del Bucovina y Moldavia. Se formó también el 3.er Ejército, débil grupo formado por una división regular —la 20.ª—, tres de la reserva —23.ª, 5.ª y 8.ª— y alguna unidad menor. Este nuevo ejército fue el responsable de la efímera captura de Arad. Una vez repelida esta embestida, los soviéticos habían tenido que detener su avance porque sus principales unidades se encontraban aún en Bulgaria. Durante esta segunda mitad del mes, sin embargo, se intensificaron los bombardeos del país por las fuerzas aéreas de las tres potencias aliadas, que causaron gran desorganización en la economía por los daños infligidos en el transporte. Los combates produjeron además entre trescientos y cuatrocientos mil refugiados transilvanos que se instalaron precariamente en Budapest, mientras que un número similar proveniente de Bacska se trasladó a Transdanubia junto con residentes de la capital que habían huido a esta parte del país huyendo de los bombardeos. El 8 de octubre, antes de detener su avance durante las conversaciones de armisticio en Moscú, los soviéticos alcanzaron el Tisza.
El 15 de octubre, Horthy anunció que Hungría había firmado un armisticio con la Unión Soviética, en un intento de abandonar la alianza con Alemania. Las fuerzas soviéticas se hallaban aún demasiado lejos de la capital magiar para acudir en ayuda del regente. El Ejército húngaro ignoró el armisticio y continuó luchando desesperadamente para evitar el avance de los soviéticos. Los alemanes lanzaron la Operación Panzerfaust y, al secuestrar a su hijo Miklós Horthy, hijo, obligaron a Horthy a desistir, deponer al Gobierno Lakatos y nombrar al líder del Cruz Flechada, Ferenc Szálasi, primer ministro. Horthy dimitió y Szálasi se convirtió en el caudillo de un nuevo «Estado Húngaro» (Magyar Állam) controlado por los alemanes. Horthy fue internado en Alemania como prisionero. Sobrevivió a la guerra, pasó sus últimos años exiliado en Portugal y falleció en 1957. El nuevo Gobierno de Szálasi, mantuvo la estrecha colaboración económica y en política antisemita iniciada por Sztójay, aunque ya no controlaba todo el territorio del país.
En cooperación con los nazis, Szálasi intentó reanudar las deportaciones de los judíos, pero la rápida desintegración de las comunicaciones alemanas lo impidió en gran medida. No obstante, la Cruz Flechada implantó un régimen de terror sobre los judíos de Budapest. Miles de personas fueron torturadas, violadas y asesinadas en los últimos meses de la guerra, y de sus bienes saqueados o destruidos. Un heroico diplomático sueco, Raul Wallenberg, fue capaz de salvar a algunos judíos húngaros otorgándoles pasaportes falsos. Capturado por los soviéticos, murió algunos años más tarde en un campo de trabajo. Otros diplomáticos como el nuncio Angelo Rotta, Giorgio Perlasca, Carl Lutz, Friedrich Born, Harald Feller, Ángel Sanz Briz o George Mandel-Mantello también entregaron documentación falsa y organizaron pisos francos para proteger a los judíos de la capital. De los aproximadamente 800 000 hebreos que residían dentro de las fronteras ampliadas de Hungría en 1941, solo 200 000 (un 25 %) sobrevivieron al Holocausto. Varios miles de ciudadanos gitanos también murieron como parte del Porraimos. Anne McCormick, corresponsal extranjera del The New York Times, escribió en defensa de Hungría como el último refugio de los judíos en Europa, afirmando que "siempre que han ejercido la autoridad en su propia casa, los húngaros han tratado de proteger a los judíos.”

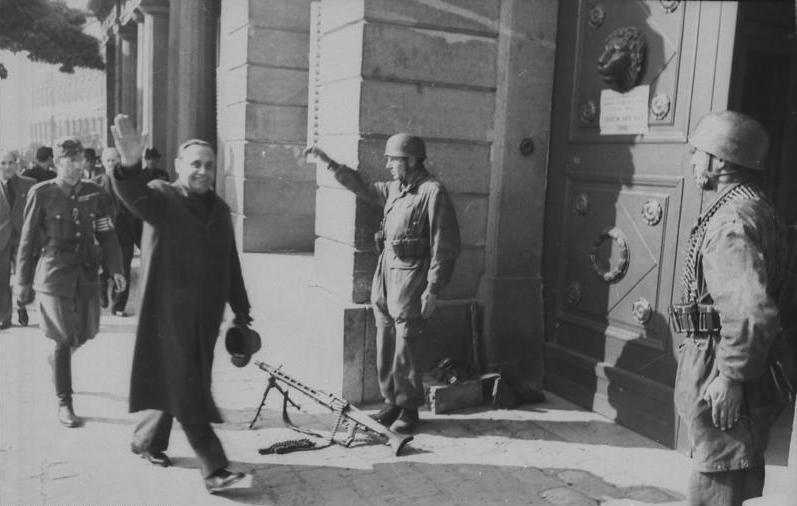
Ferenc Szálasi, caudillo del partido fascista de la Cruz Flechada dirigiéndose al ministerio de defensa tras la toma del poder gracias a la intervención alemana, el.

Pronto la propia Hungría se convirtió en un campo de batalla. Szálasi prometió una Gran Hungría y la prosperidad de los campesinos, pero en realidad Hungría se estaba desmoronando y sus ejércitos fueron destruidos lentamente.
Ante el fracaso del armisticio, los soviéticos ordenaron el 24 de octubre continuar los operaciones contra alemanes y húngaros, paralizadas a petición de Horthy durante el fallido cambio de bando del 15 de octubre. En la segunda mitad del mes, se desarrolló la batalla de Debrecen, en la que los soviéticos trataron de embolsar al 8. Ejército alemán y al 1.er y 2.º ejércitos húngaros, mientras las fuerzas de estos trataban de mantener abiertas las rutas de escape de estas unidades hacia en oeste. Soviéticos y alemanes se disputaron el control de la ciudad de Nyíregyháza a finales de mes, vía de escape para las unidades alemanas y húngaras al este del Tisza. Los soviéticos acabaron por tomarla definitivamente el 30 de octubre. La batalla terminó con las fuerzas soviéticas habiendo alcanzado el Tisza y despejado el norte de Transilvania de fuerzas enemigas.
En octubre y casi simultáneamente a su ofensiva sobre Belgrado, los soviéticos lanzaron al 1.er Frente Ucraniano y al 4.º Frente Ucraniano hacia Uzhorod con el objetivo de tomar Rutenia y Eslovaquia. El día 26, las primeras unidades alcanzaron Mukachevo; Uzhorod cayó al día siguiente. Estos avances se consiguieron con gran esfuerzo debido a lo abrupto del terreno y a la decidida resistencia germano-magiar. La operación para capturar Rutenia concluyó prácticamente al tiempo que la campaña por el control de Transilvania y Hungría oriental y permitió a los soviéticos fijar el frente a lo largo del Tisza.
En octubre de 1944, el 1.er Ejército húngaro se asignó al 1.er Ejército Panzer alemán, participando en la defensa durante la Ofensiva Lvov-Sandomierz. En noviembre, las fuerzas soviéticas alcanzaron los alrededores de la capital magiar. El 28 de diciembre, se creó un Gobierno provisional húngaro, encabezado por Béla Miklós en el territorio ocupado por los soviéticos. Tanto Miklós como Szálasi reclamaban la legitimidad de sus cargos. La proclamación del gobierno rival apoyado por los soviéticos no supuso un cambio notable en la situación militar: tanto los alemanes como sus partidarios húngaros, acaudillados por Szálasi, continuaron combatiendo. 
Los soviéticos y rumanos completaron el cerco de Budapest el 29 de diciembre de 1944. La batalla por la ciudad se convirtió entonces en el sitio de Budapest. Durante la lucha, la mayor parte de lo que quedaba del I Ejército húngaro fue destruido cerca de 200 kilómetros al norte de Budapest, en una batalla que duró desde el 1 de enero al 16 de febrero de 1945. El 20 de enero de 1945, representantes del gobierno provisional de Miklós firmaron un armisticio en Moscú. En enero de 1945, 32 000 ciudadanos húngaros de la minoría fueron arrestados y transportados a la Unión Soviética como trabajadores forzados. En algunas aldeas toda la población adulta fue enviada a campos de trabajo en la cuenca del Donets. Muchos murieron allí como consecuencia de las penurias y los malos tratos. En total, entre 100 000 y 170 000 húngaros de cultura alemana fueron enviados a la Unión Soviética.
Los restos de las unidades alemanas y húngaras en Budapest se rindieron el 13 de febrero de 1945. Aunque las fuerzas alemanas en Hungría estaban sufriendo una derrota tras otra, los alemanes contraatacaron el 6 de marzo lanzando la Ofensiva del Lago Balatón en un intento de aferrarse a la última fuente de petróleo del Eje. Fue su última ofensiva de la guerra y fracasó rápidamente. El 19 de marzo de 1945 las tropas soviéticas habían recuperado todos los territorios perdidos durante la ofensiva alemana de 13 días.
Después del malogro de la ofensiva, los alemanes en Hungría fueron eliminados. La mayor parte de lo que quedaba del 3.er Ejército húngaro fue aniquilado 50 km al oeste de Budapest entre el 16 y el 25 de marzo de 1945. Entre el 26 de marzo y el 15 de abril, los soviéticos y búlgaros lanzaron la Ofensiva Nagykanizsa–Kermend destruyendo otros restos de las fuerzas armadas húngaras como parte de Grupo de Ejércitos Sur que combatían junto con el 2.º Ejército Panzer. A principios de abril, los alemanes, acompañados por los restos de sus aliados de la Cruz flechada, habían sido expulsados por completo de territorio húngaro.

### Posguerra

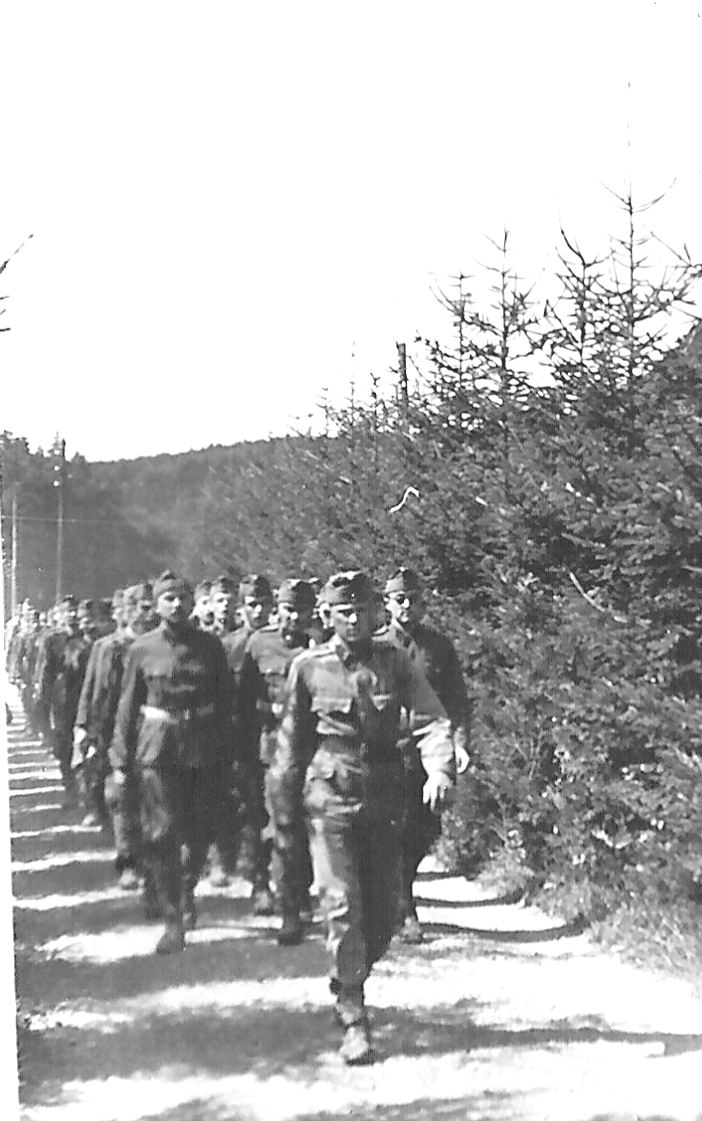
Soldados húngaros en Dinamarca, en abril de 1945.

Oficialmente, las operaciones soviéticas en Hungría terminaron el 4 de abril de 1945, cuando las últimas tropas alemanas fueron expulsadas. Algunos fascistas húngaros como Szálasi escaparon junto a los alemanes. Unas cuantas unidades húngaras lucharon junto a los alemanes hasta el final de la guerra. Unidades como la división de infantería Szent László terminaron la guerra en el sur de Austria. 
En el pueblo de Landsberg, en Baviera, donde Hitler había escrito "Mi Lucha" (Mein Kampf) durante su corto encarcelamiento, una guarnición húngara se entregó en formación de desfile a los norteamericanos casi al final de la guerra. Unos pocos soldados húngaros terminaron la guerra en Dinamarca, parte del último territorio nazi aún no ocupado por los Aliados.

## Final
El 2 de mayo de 1945, con Hitler suicidado, Berlín se rindió. El 7 de mayo, el general Alfred Jodl, el jefe del Estado Mayor alemán, firmó la rendición incondicional de todas las fuerzas alemanas. El 23 del mismo mes quedó disuelto el gobierno del almirante Karl Dönitz. El 11 de junio se proclamaba el 8 de mayo como día de la victoria aliada en Europa.
Al firmar el Tratado de Paz de París, Hungría volvió a perder todos los territorios que había obtenido entre 1938 y 1941. Ni los Aliados Occidentales ni la Unión Soviética apoyó ningún cambio en las fronteras húngaras anteriores al Primer arbitraje de Viena del otoño de 1938. La Unión Soviética anexó Rutenia, que pasó a formar parte de Ucrania.
En el tratado de paz con Hungría firmado el 10 de febrero de 1947 se afirmó que: "las decisiones del arbitraje de Viena del 2 de noviembre de 1938 se declaran nulas y sin valor" y las fronteras húngaras fueron fijadas a lo largo de las fronteras que existían el 1 de enero de 1938, salvo una pérdida mínima de territorio en la frontera de Checoslovaquia. Dos tercios de la minoría étnica alemana (202.000 personas) fueron deportadas a Alemania en 1946-48, y hubo un intercambio de población forzoso entre Hungría y Checoslovaquia.
El 1 de febrero de 1946 quedó abolida la monarquía y se proclamaba la segunda república húngara. La Hungría de la posguerra fue finalmente gobernada por un gobierno aliado del soviético y se convirtió en parte del Bloque del Este. Se declaró la República Popular de Hungría en 1949 y duró hasta las revoluciones de 1989 y el fin del comunismo en Hungría.